# آنجل کلی
آنجل کلی (انگلیسی: Angel Kelly؛ زاده) بازیگر پورنوگرافی بازنشسته آفریقایی آمریکایی است.